# Esteve III d'Hongria
Esteve III d'Hongria (Buda, 1147 - Gran, 1172) va ser rei d'Hongria de la dinastia Árpád.
Fill de Geza II d'Hongria, Esteve III fou coronat rei essent encara menor l'any 1162. Va haver de fer front als intents d'usurpació successius dels seus oncles Ladislau i Esteve, que comptaven amb el suport de l'emperador romà d'Orient Manuel I Comnè. Va aconseguir mantenir-se en el tron fins a la seva mort el 1172, però perdé part de Dalmàcia en mans romanes d'Orient.
A la seva mort fou succeït pel seu germà Béla III d'Hongria.

## Biografia
Esteve era el fill gran del rei Géza II i la seva esposa Eufrosina de Kíev. El seu padrí de bateig va ser Lluís VII de França, que passava per Hongria de camí a Terra Santa quan Esteve nasqué.
L'any 1152, amb cinc anys, fou proclamat com a hereu. Els germans del seu pare, Esteve i Ladislau, van fugir a la cort de l'emperador romà d'Orient Manuel I Comnè.
Pocs dies després de la mort del seu pare el 31 de maig de 1162 l'arquebisbe d'Esztergom va coronar Esteve, i de seguida va haver de fer front a la invasió de l'emperador Manuel I que defensava els drets dinàstics d'Esteve i Ladislau. El jove Esteve es va veure obligat a fugir a Pozsony, mentre els barons hongaresos proclamaven el seu tiet gran rei com a Ladislau II.
El 14 de gener de 1163 va morir Ladislau, però els seus seguidor van proclamar rei el seu germà Esteve IV. Però amb el temps Esteve IV va perdre el suport dels barons per les grans concessions que feia a l'Imperi Romà d'Orient.
Mentrestant el jove Esteve III va aconseguir el suport de Frederic I del Sacre Imperi, i amb les seves tropes va aconseguir derrotar el seu oncle el 19 de juny de 1163. Esteve IV va fugir un altre cop a l'Imperi Romà d'Orient, però ja no tornaria a regnar a Hongria. La resta del regnat d'Esteve III va estar marcat pels continus enfrontaments amb els romans d'Orient. Va morir l'any 1172.

## Família

### Núpcies i descendents
L'any 1167 es va casar amb una filla del príncep Yaroslav Osmomysl de Halicz. No van tenir descendència i va repudiar-la el 1168.
El 1168 es va casar amb Agnès d'Àustria (vers 1154 - 1182), filla del Duc Enric II d'Àustria. Tingueren dos fills que moriren poc després del part.
- Béla (nascut el 1168)
- Sense nom (nascut el 1172)

### Avantpassats
|  |                                        |  |  |  |  |  |  |  |  |  |  |  |  |  |  |  |
|  | 16. Géza I d'Hongria                   |  |  |  |  |  |  |  |  |  |  |  |  |  |  |  |
|  |                                        |  |  |  |  |  |  |  |  |  |  |  |  |  |  |  |
|  |                                        |  |  |  |  |  |  |  |  |  |  |  |  |  |  |  |
|  | 8. Duc Álmos                           |  |  |  |  |  |  |  |  |  |  |  |  |  |  |  |
|  |                                        |  |  |  |  |  |  |  |  |  |  |  |  |  |  |  |
|  |                                        |  |  |  |  |  |  |  |  |  |  |  |  |  |  |  |
|  | 17. Sofia                              |  |  |  |  |  |  |  |  |  |  |  |  |  |  |  |
|  |                                        |  |  |  |  |  |  |  |  |  |  |  |  |  |  |  |
|  |                                        |  |  |  |  |  |  |  |  |  |  |  |  |  |  |  |
|  | 4. Béla I d'Hongria                    |  |  |  |  |  |  |  |  |  |  |  |  |  |  |  |
|  |                                        |  |  |  |  |  |  |  |  |  |  |  |  |  |  |  |
|  |                                        |  |  |  |  |  |  |  |  |  |  |  |  |  |  |  |
|  | 18. Gran Príncep Sviatopolk II de Kíev |  |  |  |  |  |  |  |  |  |  |  |  |  |  |  |
|  |                                        |  |  |  |  |  |  |  |  |  |  |  |  |  |  |  |
|  |                                        |  |  |  |  |  |  |  |  |  |  |  |  |  |  |  |
|  | 9. Predslava de Kíev                   |  |  |  |  |  |  |  |  |  |  |  |  |  |  |  |
|  |                                        |  |  |  |  |  |  |  |  |  |  |  |  |  |  |  |
|  |                                        |  |  |  |  |  |  |  |  |  |  |  |  |  |  |  |
|  | 2. Géza II d'Hongria                   |  |  |  |  |  |  |  |  |  |  |  |  |  |  |  |
|  |                                        |  |  |  |  |  |  |  |  |  |  |  |  |  |  |  |
|  |                                        |  |  |  |  |  |  |  |  |  |  |  |  |  |  |  |
|  | 10. Uroš I de Raška                    |  |  |  |  |  |  |  |  |  |  |  |  |  |  |  |
|  |                                        |  |  |  |  |  |  |  |  |  |  |  |  |  |  |  |
|  |                                        |  |  |  |  |  |  |  |  |  |  |  |  |  |  |  |
|  | 5. Helena de Raška                     |  |  |  |  |  |  |  |  |  |  |  |  |  |  |  |
|  |                                        |  |  |  |  |  |  |  |  |  |  |  |  |  |  |  |
|  |                                        |  |  |  |  |  |  |  |  |  |  |  |  |  |  |  |
|  | 1. Esteve III d'Hongria                |  |  |  |  |  |  |  |  |  |  |  |  |  |  |  |
|  |                                        |  |  |  |  |  |  |  |  |  |  |  |  |  |  |  |
|  |                                        |  |  |  |  |  |  |  |  |  |  |  |  |  |  |  |
|  | 12. Vladimir II Monomakh               |  |  |  |  |  |  |  |  |  |  |  |  |  |  |  |
|  |                                        |  |  |  |  |  |  |  |  |  |  |  |  |  |  |  |
|  |                                        |  |  |  |  |  |  |  |  |  |  |  |  |  |  |  |
|  | 6. Mstislav I de Kíev                  |  |  |  |  |  |  |  |  |  |  |  |  |  |  |  |
|  |                                        |  |  |  |  |  |  |  |  |  |  |  |  |  |  |  |
|  |                                        |  |  |  |  |  |  |  |  |  |  |  |  |  |  |  |
|  | 3. Eufrosina de Kíev                   |  |  |  |  |  |  |  |  |  |  |  |  |  |  |  |
|  |                                        |  |  |  |  |  |  |  |  |  |  |  |  |  |  |  |
|  |                                        |  |  |  |  |  |  |  |  |  |  |  |  |  |  |  |
|  | 7. Liubava Dmitrievna                  |  |  |  |  |  |  |  |  |  |  |  |  |  |  |  |
|  |                                        |  |  |  |  |  |  |  |  |  |  |  |  |  |  |  |
|  |                                        |  |  |  |  |  |  |  |  |  |  |  |  |  |  |  |